# Papa Was a Rollin' Stone
Papa Was a Rollin' Stone è una canzone soul, scritta dagli autori della Motown Norman Whitfield e Barrett Strong nel 1971 per il gruppo The Undisputed Truth, ma che fu pubblicata da The Temptations nel 1972 ed inclusa lo stesso anno nell'LP All Directions.